# Пагано (станция метро)
«Пага́но» (итал. Pagano) — станция линии M1 Миланского метрополитена. Подземная станция, располагается на западе центральной части Милана под улицей Буркьелло (via del Burchiello) в месте её пересечения с улицей Марио Пагано (via Mario Pagano).

## История
Станция была открыта в составе первой очереди линии M1 (от станции «Сесто Марелли» до станции «Лотто») 1 ноября 1964 года.
2 апреля 1966 года открыто ответвление в сторону станции «Гамбара».

## Особенности
Устройство станции «Пагано» подобно устройству почти всех станций первой очереди: подземное расположение с двумя путями — по одному для каждого направления и двумя боковыми платформами. Над станционным залом находится мезонин, в котором расположены входные турникеты и будка для сотрудников станции.
Станция находится на расстоянии 543 метров от станции «Буонарроти» и 475 метров от станции «Кончильяцьоне».
Немедленно к западу от станции «Пагано» располагается подземная развилка линии в направлении станции «Ро Фьера» и станции «Бишелье».

## Пересадки
Со станции «Пагано» производятся пересадки на миланский наземный транспорт:
- Трамвай линии 16
- Автобус

## Оснащение
Оснащение станции:
- Доступ для инвалидов
- Эскалаторы
- Аппараты для продажи билетов
- Камеры видеонаблюдения
- Газетный киоск
- Бар